# شهناز گیل
شهناز گیل بازیگر، مدل و خواننده هندی است که در حرفه بازیگری، مدلینگ و خوانندگی کار می‌کند. او حرفه مدلینگ خود را با موزیک ویدئو «کتاب شیو دی» در سال ۲۰۱۵ آغاز کرد. در سال ۲۰۱۷، او به عنوان بازیگر در فیلم پنجابی «شنبه سری آکال انگلیس» حضور یافت. در سپتامبر ۲۰۱۹، گیل در فیلم رئیس گنده (فصل ۱۳) حضور داشت که در آنجا به مقام سوم رسید.
او در فیلم برادر کسی عشق کسی و متشکرم که آمدید بازی کرده‌است.

## زندگی و حرفه

### آغاز زندگی و شغلی اولیه
گیل در پنجاب هند متولد و بزرگ شد. وی از نژاد پنجابی است و از یک خانواده سیک است. او عاشق بازیگری و آواز خواندن بود و از کودکی آرزو داشت بازیگر شود.
او کار خود را با بازی در "کتاب شیو دی" در سال ۲۰۱۵ آغاز کرد. گیل در "من د جاتی" و "پیندان دیان کودیان" در سال ۲۰۱۶ ظاهر شد. موزیک ویدیوی دیگر گیل با گری ساندو با عنوان ریمیکس "آره عزیزم " همراه بود. گیل همچنین در برخی از فیلمهای پنجابی مانندشنبه سری آکال انگلیس در ۲۰۱۷، هنر شاه هنر و داکا در سال ۲۰۱۹ بازی کرد.

### رئیس گنده ۱۳ و سرمایه‌گذاری‌های بعدی
در سپتامبر ۲۰۱۹، گیل به عنوان یک شرکت کننده مشهور در رئیس گنده ۱۳ شرکت کرد. هنگامی که او در خانهرئیس گنده بود، اولین تک آهنگ او، «آنجا»، و پس از آن تک آهنگ‌های دیگر از جمله «پیاده‌رو»، «دامنه» و «رندا علی پتی» منتشر شد. این فصل در فوریه ۲۰۲۰ به پایان رسید، جایی که گیل به عنوان نایب قهرمان دوم به پایان رسید. در فوریه سال ۲۰۲۰، او در" آیا با گوزن ازدواج می‌کنید؟" ظاهر شد، اما به دلیل همه‌گیری کووید ۱۹ ظرف یک ماه خاتمه یافت.
سپس گیل در تعدادی از موزیک ویدیوها از جمله " بهولا دونگا "، «که گای متاسفم»، «کورتا پیژاما»، «وادای‌های»، «شونا شونا» و «پرواز» شرکت کرد.
گیل قرار است در فیلم پنجابی «روحیه خود را حفظ کنید» ظاهر شود.